# Kulturhaus „Wilhelm Pieck“

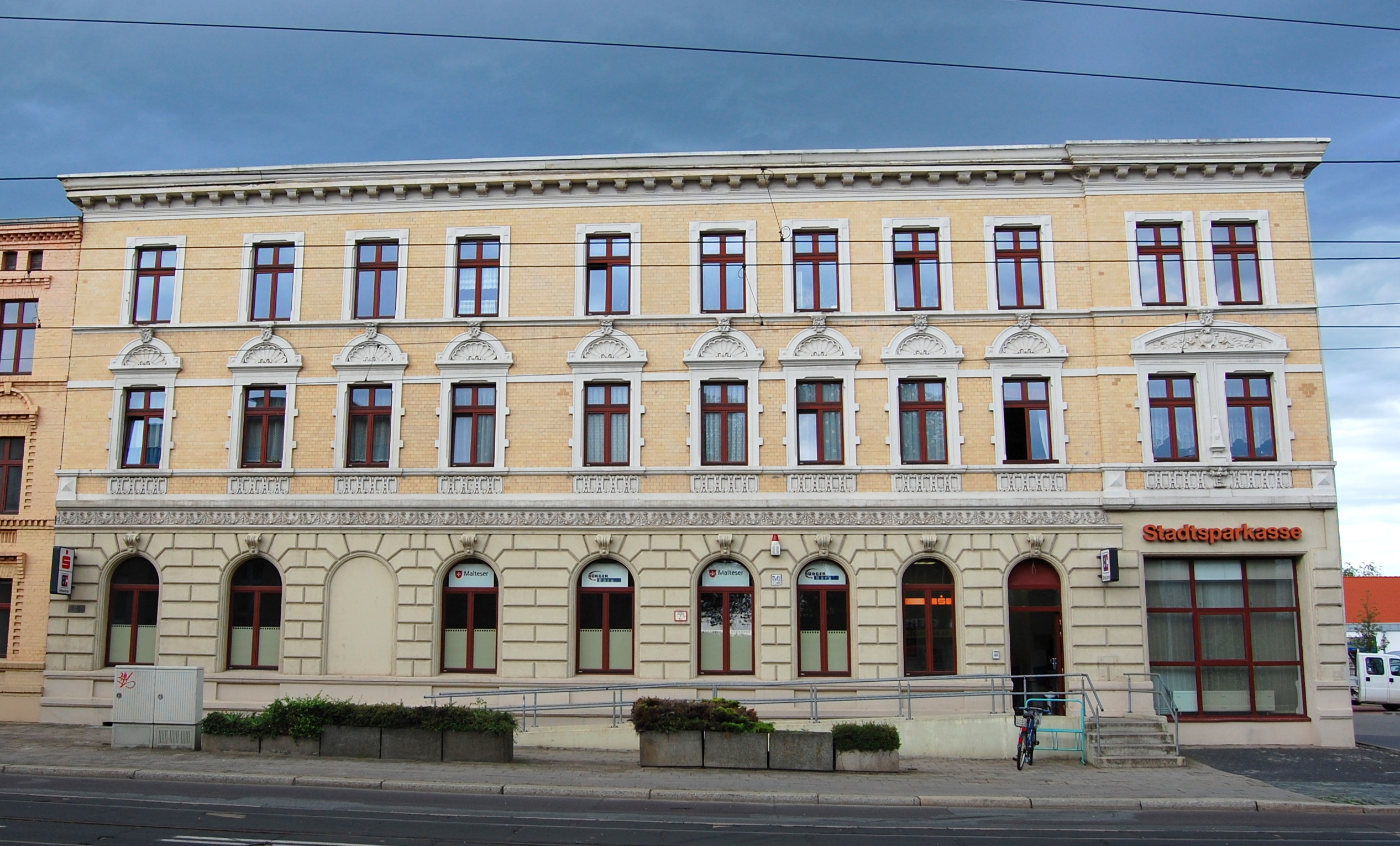
Ehemaliges Kulturhaus „Wilhelm Pieck“, 2010

Das ehemalige Kulturhaus „Wilhelm Pieck“ ist ein denkmalgeschütztes Gebäude im Magdeburger Stadtteil Salbke. Das heute als Wohnhaus genutzte Bauwerk diente über mehr als vier Jahrzehnte als Kulturhaus des VEB Fahlberg-List.

## Lage und Architektur
Das Gebäude an der Adresse Alt Salbke 50 war etwa 1880/1890 als dreigeschossiges repräsentatives Wohnhaus entstanden. Direkt gegenüber dem Gebäude befand sich das Werkstor des Chemiewerks Fahlberg-List. Das Haus verfügt über eine Fassade mit barockisierenden Schmuckelementen. Im Erdgeschoss bestehen Rundbogenarkaden. Bedeckt ist das Haus mit einem Flachdach, das Gesims ist deutlich betont. Der Gesamteindruck erinnert an ein Palazzo im Renaissancestil. Südlich grenzt das gleichfalls denkmalgeschützte Wohnhaus Alt Salbke 51 an.

## Geschichte
Anfang des 20. Jahrhunderts befand sich in dem Gebäude Roebers Hotel. Inhaber war Friedrich Roeber. Später war in der Immobilie dann die Gaststätte Casino ansässig. Es gab einen großen Saal auf der Rückseite und eine Kegelbahn. Etwa von 1905 bis 1912 lebte Christian Curio, der ehemalige Müller der Curioschen Windmühle Westerhüsen mit im Haus.
Die Einrichtung des Gaststätte war von Teppichen geprägt, für Kartenspieler gab es Doppeltische. Die Stammgäste des Lokals hatten jeweils ein eigenes mit Namen oder einer Nummer versehenes großes Bierglas mit Zinndeckel. In der Zeit des Zweiten Weltkriegs war die Gaststätte für deutsche Arbeiter der Firma Fahlberg-List reserviert. Trotzdem kehrten hin und wieder unbehelligt auch einige französische Zwangsarbeiter ein.
Am 24. März 1946 war das Gebäude Schauplatz der Zwangsvereinigung von SPD und KPD zur SED für die Stadt Magdeburg. Zunächst tagten die Kreisparteitage beider Parteien getrennt. Die SPD im Casino, die KPD in der Kantine von Fahlberg-List. Am Nachmittag des Tages zogen dann die KPD-Delegierten in den Casino-Saal ein. 1966 wurde, anlässlich des 20. Jahrestags zur Erinnerung an das Ereignis an der Fassade im Erdgeschoss des Gebäudes vom Bildhauer Walter Bischof der Schriftzug In der Einheit liegt unsere Stärke angebracht. Unter dem Symbol der SED wurde der Hinweis Am 24. März 1946 vereinigten sich im Saal dieses Hauses die beiden Arbeiterparteien der Stadt Magdeburg zur Sozialistischen Einheitspartei Deutschlands angefügt. Nach der politischen Wende des Jahres 1989 wurde der Schriftzug entfernt. Die Stelle des Schriftzuges ist durch das Fehlen eines nur angedeuteten Fensters auch heute noch markant.
1950 wurde das Objekt von Fahlberg-List erworben und zum Kulturhaus umgestaltet. Später wurde hier auch die Werksbibliothek mit etwa 4100 Bänden untergebracht. Es fand in erheblichem Umfang Kulturarbeit statt. Das Haus diente dem dramatischen Zirkel Makarenko als Spielstätte. So wurde 1953/1954 mit Unterstützung von Schauspielern des städtischen Theaters, darunter Anneliese Matschulat, das Märchen Aschenputtel aufgeführt. Der in Salbke lebende Zeichner Albert Moritz Rusche leitete auch bei Fahlberg-List einen Zeichenzirkel. Auch das 110 Personen umfassende Volkskunstensemble des Werks probte hier. Die Laiengruppe wurde von Berufskünstlern unterstützt, so vom Berliner Regisseur Joachim Hoyer, Wilfried Schmidt vom Magdeburger Theater und die Tanzpädagogin Ruth Hartkopf. Die künstlerische Leitung hatte zeitweise Kurt Gehrmann, Bezirkssekretär des Kulturbundes, inne.
Im Jahr 1973 wurde ein spezielles Kabinett eingerichtet, das sich mit der Geschichte der Weltfestspiele der Jugend beschäftigte. Es fanden auch Ausstellungen zu Themen wie „Tage der Freundschaft mit der CSSR“ statt, in der die CSSR vorgestellt wurde. Das Kulturhaus war auch Ort für Festveranstaltungen des Werks. So verlieh hier Gerald Götting (CDU, Stellvertreter des Vorsitzenden des Staatsrates der DDR) am 3. November 1977 Fahlberg-List die Auszeichnung Banner der Arbeit in der Stufe I. 1979 folgte die Einrichtung eines Traditionskabinetts. Zeitweise war auch ein Betriebskabarett Die Pille aktiv. Andere Arbeitsgruppen beschäftigten sich mit Numismatik und Fotografie. 1984/1985 erfolgte ein weiterer Ausbau des Kulturhauses.

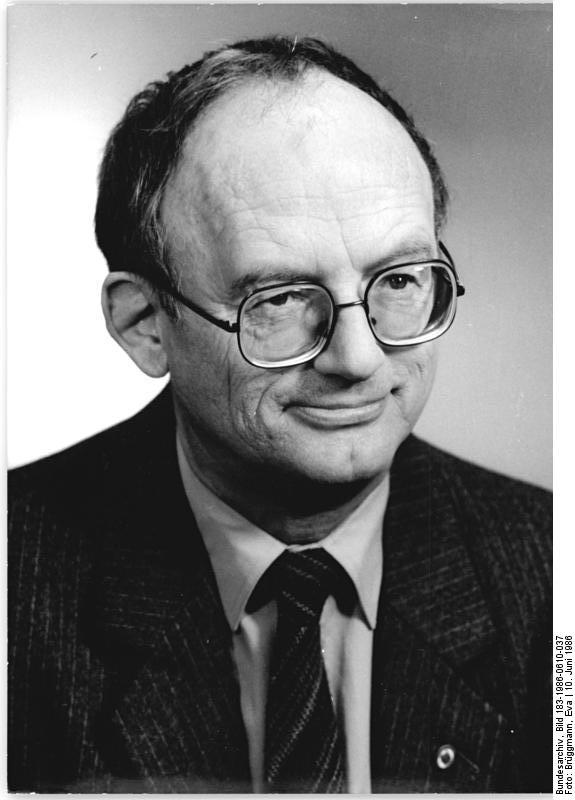
Hermann Kant, 1986

Während der 21. Arbeiterfestspiele im Jahr 1986 diente das Kulturhaus ab dem 18. Juni 1986 als Literaturzentrum. Zirkel schreibender Arbeiter bewarben sich vor einer Jury um Goldmedaillen. Darüber hinaus lasen auch bekannte DDR-Schriftsteller wie Jochen Hauser, Helmut Preißler und Martin Viertel, der auch als Vorsitzender der Jury fungierte. Helmut Richter leitete eine Schreibwerkstatt. Hermann Kant gab am 21. Juni 1986 im Haus eine Lesung aus seinem Romanmanuskript Kino. Am gleichen Tag erfolgte die Preisverleihung durch Harald Bühl, Sekretär des FDGB-Bundesvorstandes und Klaus Höpcke, stellvertretender DDR-Kulturminister. Im Juli des gleichen Jahres erhielt das Kulturhaus den Namen „Wilhelm Pieck“, nach dem ersten Präsidenten der DDR.
1990 wurde in den Räumen der Gaststätte des Kulturhauses eine Sparkasse, später ein Bürgerbüro der Stadtverwaltung eingerichtet. Im hinteren Teil des Kulturhausgeländes entstand ein kleineres Einkaufszentrum. Am 1. Oktober 2011 eröffnete in dem Haus die Bürgerbibliothek Lesezeichen des Bürgervereins Salbke, Westerhüsen, Fermersleben e. V. Im Gebäude befindet sich auch ein Geldautomat der Stadtsparkasse Magdeburg. Dieses Gerät wurde in der Nacht zum 23. Juni 2014 von Unbekannten gesprengt.